# Naoki Soma
Naoki Soma (Shizuoka, 19 de julho de 1971) é um ex-futebolista profissional japonês, defensor, disputou a Copa do Mundo de 1998.

## Carreira
Soma integrou a Seleção Japonesa de Futebol na Copa América de 1999.

## Títulos
Kashima Antlers
- J-League: 1996, 1998, 2000, 2001
- Copa do Imperador: 1997, 2000
- Copa da Liga Japonesa: 1997, 2000
- Supercopa Japonesa: 1997, 1998, 1999

Kawasaki Frontale
- J-League 2: 2004